# 레이디 인 더 워터
레이디 인 더 워터(Lady in the Water)는 2006년 개봉한 미국의 판타지 영화이다.

## 줄거리
필라델피아의 한 아파트 관리인인 클리블랜드 힙은 어느 날 밤, 아파트 수영장에서 물의 요정 '스토리'를 발견한다. 스토리는 늑대처럼 생긴 풀 덮인 괴물 '스크런트'의 공격을 받고 있었고, 힙은 그녀를 구한다. 스토리는 자신의 세계, '푸른 세계'에서 왔으며, 인류를 구할 책을 쓸 '작가'를 찾기 위해 왔다고 말한다. 힙은 아파트 주민들에게 도움을 구하고, 마침내 작가가 아파트 주민인 빅 랜이라는 것을 알아낸다. 스토리를 만난 빅은 영감을 얻어 책을 쓰기 시작하지만, 그 책의 내용 때문에 위험에 처할 것이라는 것을 알게 된다. 스토리는 푸른 세계로 돌아가기 위해 수호자, 상징주의자, 길드, 그리고 치료자의 도움이 필요하다. 처음에는 아파트 주민 중 일부를 오해하지만, 힙은 결국 진정한 수호자, 상징주의자, 길드, 그리고 치료자가 누구인지 깨닫는다. 스크런트의 공격으로 스토리가 치명상을 입자, 힙은 자신의 상처와 슬픔을 고백하면서 그녀를 치료한다. 스토리가 다시 떠날 준비를 하자 스크런트는 또 다시 공격하지만, 진정한 수호자인 다른 주민이 스크런트를 저지한다. 결국 스토리는 거대한 독수리를 타고 푸른 세계로 돌아가고, 힙은 그녀에게 감사를 표한다.

## 캐스팅
- 폴 지아매티 - Cleveland Heep/The Healer
- 브라이스 댈러스 하워드 - Story
- 제프리 라이트 - Mr. Dury
- 밥 발라반 - Harry Farber